# 伊藤博之 (総合格闘家)
伊藤 博之（いとう ひろゆき、1976年9月11日 - ）は、日本の男性プロレスラー、総合格闘家。静岡県清水市出身。ALLIANCE所属。

## 来歴
高校2年の時、泊親会空手を始めた。
1996年、正道会館の柔術クラスに入門。
1997年、サンフランシスコにあるカーリー・グレイシー道場に入門。
2000年3月5日、リングスに入門。
2001年9月21日、リングス Battle Genesis Vol.8の門馬秀貴戦にてデビュー。
リングス解散後は、DEEPなどのリングで試合を重ねる。
2005年には新日本プロレスにも参戦し、「黒いパンツの頑固者」と呼ばれた。2005年3月26日、新日本プロレス「NEXESS」で第10回ヤングライオン杯優勝決定戦を後藤洋央紀と戦い、ゴー・トゥー・ヘブン（地獄車）で敗北し準優勝。
2005年11月23日、U-STYLE Axisで坂田亘と対戦し、逆片エビ固めでタップアウト負け。
2011年9月11日、ZSTウェルター級（-75kg）王者決定トーナメント1回戦でNAKADAと対戦予定だったが、熱中症によるドクターストップで不戦勝。11月23日、決勝で山田哲也と対戦し、膝十字固めで一本負けを喫し王座獲得に失敗した。

## 戦績
| 総合格闘技 戦績 | 総合格闘技 戦績 | 総合格闘技 戦績 | 総合格闘技 戦績 | 総合格闘技 戦績 | 総合格闘技 戦績 | 総合格闘技 戦績 |
| --------------- | --------------- | --------------- | --------------- | --------------- | --------------- | --------------- |
| 19 試合         | (T)KO           | 一本            | 判定            | その他          | 引き分け        | 無効試合        |
| 4 勝            | 1               | 0               | 2               | 1               | 4               | 0               |
| 11 敗           | 1               | 4               | 5               | 1               | 4               | 0               |

| 勝敗 | 対戦相手                 | 試合結果                                   | 大会名                                                                  | 開催年月日     |
| ×    | 西坂竜彦                 | 1R 0:53 腕ひしぎ十字固め                   | ZST.51                                                                  | 2016年4月17日  |
| ×    | 山田哲也                 | 1R 1:14 膝十字固め                         | ZST.30 〜旗揚げ9周年大会〜 【ウェルター級王者決定トーナメント 決勝】    | 2011年11月23日 |
| ○    | NAKADA                   | 不戦勝（ドクターストップ）                 | ZST.29 【ウェルター級王者決定トーナメント 1回戦】                       | 2011年9月11日  |
| △    | 濱岸正幸                 | 5分2R終了 時間切れ                         | ZST SWAT! 24                                                            | 2009年4月5日   |
| ○    | 浅野誉也                 | 5分2R終了 判定3-0                          | ZST SWAT! in FACE vol.2 【ジェネシスウェルター級トーナメント2008 決勝】 | 2009年1月25日  |
| ×    | 濱岸正幸                 | 1R 0:20 反則（ニーパット未着用での膝蹴り） | ZST SWAT! 22 【ジェネシスウェルター級トーナメント2008 1回戦】           | 2008年12月21日 |
| ○    | 浅野誉也                 | 2R 0:24 TKO（ドクターストップ）            | ZST SWAT! 17                                                            | 2008年5月4日   |
| △    | 平山敬悟                 | 5分2R終了 時間切れ                         | ZST SWAT! 15                                                            | 2007年12月23日 |
| ×    | 竹田誠志                 | 1R 1:53 ヒールホールド                     | ZST.15 〜旗揚げ5周年記念大会〜                                          | 2007年11月23日 |
| ×    | 内村洋次郎               | 1R 0:37 三角絞め                           | ZST.12                                                                  | 2007年2月12日  |
| △    | 奥出雅之                 | 5分2R終了 時間切れ                         | ZST.11                                                                  | 2006年11月23日 |
| ×    | リー・ハスデル           | 1R 0:32 KO                                 | Pain and Glory                                                          | 2004年4月24日  |
| ○    | 奥山哮司                 | 5分2R終了 判定3-0                          | DEEP 11th IMPACT in OSAKA                                               | 2003年7月13日  |
| ○    | ドス・カラスJr           | 1R 3:21 反則（ロープ掴み）                 | DEEP 9th IMPACT in KORAKUEN HALL                                        | 2003年5月5日   |
| ×    | 門馬秀貴                 | 5分2R終了 判定0-3                          | DEMOLITION                                                              | 2003年1月26日  |
| ×    | MAX宮沢                  | 5分3R終了 判定0-3                          | DEEP2001 7th IMPACT in DIFFER ARIAKE                                    | 2002年12月8日  |
| △    | 山本孝夫                 | 5分2R終了 時間切れ                         | club DEEP 2nd in OZON                                                   | 2002年11月10日 |
| ×    | 矢野倍達                 | 5分3R終了 判定0-2                          | リングス WORLD TITLE SERIES GRAND-FINAL                                 | 2002年2月15日  |
| ×    | レミギウス・カゾチェナス | 5分2R終了 判定                             | Rings Lithuania: Bushido Rings 3                                        | 2001年11月10日 |
| ×    | 門馬秀貴                 | 5分3R終了 判定0-2                          | リングス BATTLE GENESIS Vol.8 〜壮大なる格闘実験〜                      | 2001年9月21日  |

## 獲得タイトル
- ジェネシスウェルター級トーナメント2008 優勝（2008年）